# 닝보 대학역
닝보 대학역(중국어: 宁波大学站)은 2015년에 개통한 중국의 철도역이다.

## 역 주변
- 닝보 대학